# Bovina (Teksas)
Bovina – miasto w Stanach Zjednoczonych, w stanie Teksas, w hrabstwie Parmer.